# 역시트르산 회로

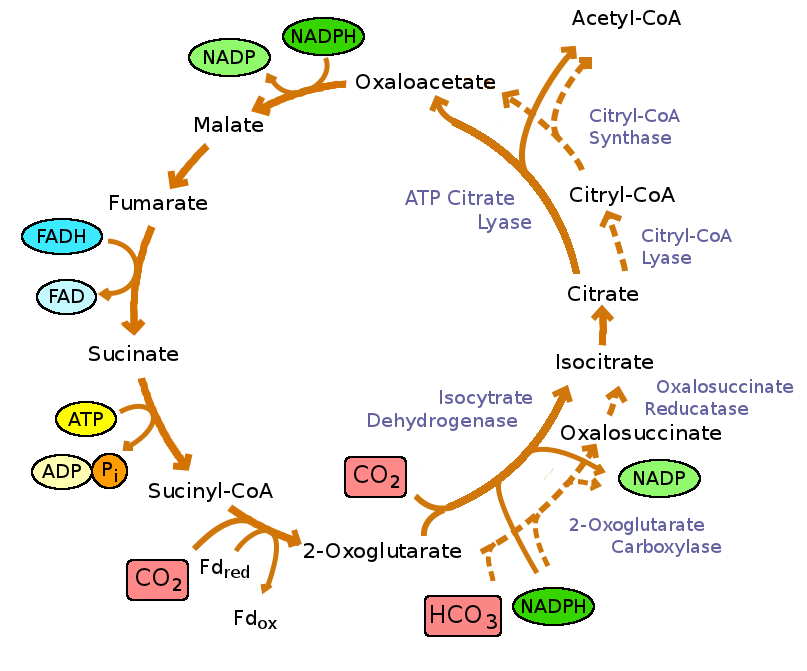
역시트르산 회로 또는 환원적 시트르산 회로의 모식도. 역시트르산 회로의 모든 반응물, 중간생성물 및 생성물이 표시되어 있다.

역시트르산 회로(영어: reverse citric acid cycle)는 일부 세균이 에너지가 풍부한 환원제를 전자 공여체로 사용하여 이산화 탄소와 물로부터 탄소 화합물을 생성하기 위해 사용하는 일련의 화학 반응이다. 역크렙스 회로(영어: reverse Krebs cycle) 역트라이카복실산 회로(영어: reverse tricarboxylic acid cycle), 역TCA 회로(영어: reverse TCA cycle), 환원적 트라이카복실산 회로(영어: reductive tricarboxylic acid cycle), 환원적 TCA 회로(영어: reductive TCA cycle)라고도 한다.
역시트르산 회로는 시트르산 회로의 역방향으로 진행된다. 시트르산 회로가 탄수화물을 사용하여 CO2와 H2O로 산화시키는 반면 역시트르산 회로는 CO2와 H2O를 사용하여 탄소 화합물을 만든다. 이 과정은 일부 세균(예: 산수균류(Aquificota))가 탄소 화합물을 합성하는 데 사용되며, 때로는 전자 공여체로 수소, 황화물 또는 싸이오황산염을 사용한다. 이 과정은 다양한 미생물과 고등 생물에서 일어나는 환원적 오탄당 인산 경로에서 무기 탄소의 고정에 대한 대안으로 볼 수 있다.

## 시트르산 회로와의 차이점
역시트르산 회로 또는 환원적 시트르산 회로는 산화적 시트르산 회로와는 달리 몇 가지 중요한 차이점이 있다. 역시트르산 회로는 시트르산 분해효소, 푸마르산 환원효소, α-케토글루타르산 생성효소라는 세 가지 특이적인 효소를 가지고 있다.
시트르산이 옥살로아세트산과 아세트산으로 분리되는 것은 시트르산 생성효소의 역반응이 아니라 시트르산 분해효소에 의해 촉매된다. 석신산 탈수소효소는 푸마르산 환원효소에 의해 대체되고 α-케토글루타르산 탈수소효소는 α-케토글루타르산 생성효소에 의해 대체된다.
석신산이 α-케토글루타르산으로 전환되는 과정도 다르다. 산화 반응에서 이 단계는 NADH의 환원과 짝지어진다. 그러나 α-케토글루타르산의 석신산으로의 산화는 에너지적으로 매우 유리하기 때문에 NADH로는 역반응을 유도할 환원력이 부족하게 된다. 역시트르산 회로에서 이 반응은 감소된 낮은 전위의 페레독신을 사용해야 한다.

## 초기 생명체와의 관련성
이 반응은 생물이 존재하기 이전의 초기 지구 환경에 대한 가능한 후보이기 때문에 생명의 기원 연구에서의 관심사이다. 역시트르산 회로의 일부 비연속적인 단계는 광화학을 통한 미네랄에 의해 촉매될 수 있는 반면, 전체 2단계 및 3단계 순서는 산성 조건에서 철과 같은 금속 이온(환원제)에 의해 촉진될 수 있다는 것이 밝혀졌다. 게다가 광화학을 겪는 이들 생물체는 시트르산 회로를 활용할 수 있고 실제로 활용한다. 그러나 조건은 매우 가혹하며 1 M의 염산 또는 1 M의 황산과 80~140 °C의 높은 열을 필요로 한다.
역시트르산 회로가 초기 생명체와 생체분자에 기여하는 이러한 기능과 함께 역시트르산 회로는 효소의 사용 없이는 완성될 수 없었을 것으로 생각된다. 역시트르산 회로를 작동시키기 위해 고도로 산화된 화학종을 환원시키는 속도론적 및 열역학적 매개 변수는 효소로 알려진 생물학적 촉매의 필수적인 작용이 없이는 불가능해 보인다. 역시트르산 회로의 일부 반응의 속도는 너무 느려서 효소가 없었다면 지구 상의 생명체가 만들어지는 데 크게 지장을 받았을 것이다. 역시트르산 회로의 열역학을 고려하면 생성물에서 반응물로 이동하는 깁스 자유 에너지의 증가는 반응이 너무 에너지 흡수성이기 때문에 피로인산염을 에너지원으로 만들지 않을 것이다. 그러나 시트르산 회로, 글리옥실산 회로 및 역시트르산 회로의 비효소적 전구체가 산화 반응과 환원 반응이 함께 작용하는 곳에서 시작되었을 수 있다고 제안된다. 나중에 ATP를 활용한 카복실화를 사용하면 역시트르산 회로의 일부가 일어날 수 있다.
모든 생물의 공통 조상에서도 역시트르산 회로는 불완전한 것으로 제안된다. 싸이오에스터화 및 가수분해를 포함한 역시트르산 회로의 많은 반응들은 심해 알칼리 열수분출공에서 황화 철 광물에 의해 촉매될 수 있다. 최근에는 수성 미세액적이 역시트르산 회로에서 환원적 카복실화 반응을 촉진하는 것으로 나타났다.

## 의학적 관련성
역시트르산 회로는 흑색종이 병태생리학에서 중요한 역할을 하는 것으로 제안되었다. 흑색종 종양은 노폐물을 활용하기 위해 정상적인 대사 경로를 변경하는 것으로 알려져 있다. 이러한 대사적 적응은 종양이 대사 요구에 적응하는 데 도움을 준다. 가장 잘 알려진 적응은 종양이 포도당 섭취와 활용을 증가시키는 바르부르크 효과이다. 글루타민은 아세틸-CoA를 생성하기 위해 역시트르산 회로에서 활용되는 것으로 알려진 물질 중 하나이다. 이러한 유형의 미토콘드리아 활동은 암을 유발하는 세포를 식별하고 표적으로 삼는 새로운 방법을 제공할 수 있다.

## 미생물의 역시트르산 회로의 이용
티오미크로스피라 데니트리피칸스(Thiomicrospira denitrificans), 칸디다투스 아크로박터(Candidatus Arcobacter), 클로로바쿨룸 테피둠(Chlorobaculum tepidum)은 역시트르산 회로를 활용하여 CO2를 탄소 화합물로 전환시키는 것으로 나타났다. 무엇보다도 역시트르산 회로를 사용하는 이러한 세균의 능력은 이들이 조상 프로테오박테리아로부터 유래되었으며 역시트르산 회로를 사용하는 다른 생물체가 이전에 생각했던 것보다 훨씬 더 많다는 생각을 뒷받침한다.

## 같이 보기
- 시트르산 회로
- 탄소 고정
- 캘빈 회로